# Luis Sandrini
Luis Santiago Sandrini Lagomarsino (San Pedro; 22 de febrero de 1905 - Buenos Aires; 5 de julio de 1980) fue un actor y humorista argentino, una de las figuras más populares de la Época de Oro del cine argentino. Tuvo una relación sentimental con la cantante de tango y actriz Tita Merello; luego se casó en segundas nupcias con la actriz Malvina Pastorino.

## Biografía
Nació en  San Pedro, al norte de la provincia de Buenos Aires y era hijo de inmigrantes genoveses. Sus padres eran Luis Sandrini Novella, un actor teatral, y doña Rosa Lagomarsino. Luis empezó a trabajar en un circo junto a sus padres, como payaso. Fue su padre quien lo recomendó, mediante una carta al actor Leandro Reynaldi a principios de 1927. Don Leandro tiempo después evocó aquel recuerdo: 

Cuando me anunciaron su presencia salí a ver quien era y me encontré con Luisito, que venía muy compuesto, de galerita y bastón. Nos saludamos y me entregó la carta. En ella su padre me decía que el portador, su hijo, quería ser artista. Yo lo miré. 
—¿Así que usted quiere ser artista? —le pregunté. 
—Sí, señor Raynaldi —me respondió. 
—¿Y qué  le gustaría ser? 
—Galán, actor —me contestó. Lo miré fijamente, era alto y flaco, su pinta no lo ayudaba mucho como para ser galán. Pero tenía algo en la mirada que me ganó por completo. No poseía ese desenfado propio del audaz o del atrevido; demostraba, sin embargo, mucha decisión, pero también humildad. Bueno, me dije, por lo menos no es engreído. Y eso me decidió a tomarlo.

 El primer sueldo de Luisito fue de cinco pesos por día. El Teatro de Verano de Reynaldi ocupaba un terreno que estaba rodeada por yuyos. Cuando Sandrini el primer día de trabajo le preguntó  donde quedaba su camarín, don Leandro trazó con su bastón un cuadrado sobre los yuyos del potrero y le dijo "Mirá, éste es tu camarín. Andá a buscarte una pala y hacételo". Luisito así, debutó con la obra campera de Otto Miguel Cione titulada Gallo Ciego desempeñando el rol de sargento. Sus compañeros de labor fueron Hilda Ferrer, Angela Reynaldi, José Puricelli, Humberto Ghiorzo y otros. Don Reynaldi vislumbró de inmediato las posibilidades de genuino actor cómico que evidenció Luis. Desde entonces viéndolo tan estudioso y disciplinado le fue encargando papeles de mayor responsabilidad, en obras como Madre Tierra, de Berutti, El asistente, de Flores, en la que asumió por primera vez el papel protagónico, Los Apaches de París y otras obras de gran suceso en esa época. Estuvo dos años con Reynaldi hasta 1929. Luis se quedó otra vez sin trabajo. 
Con su amigo Max Citelli improvisó una compañía de dos. Encontrándose en La Plata, se les ocurrió dar una obra sobre Sacco y Vanzetti, los dos célebres mártires obreros que, en 1927, habían sido ajusticiados en los Estados Unidos. En medio de la función llegó la policía y se los llevó a la cárcel, por desorden. Sacco y Vanzetti eran nombres prohibidos por los ricos de esa época. Poco después, se incorpora a la compañía de Pisano y Bonati, ambos actores, y actúa en las salas de barrio. A mediados de 1929, la actriz Elena Álvarez lo contrata para trabajar en el famoso teatro Colonial de Avellaneda. Estuvo un año en la compañía, y en ese lapso actuó en casi un centenar de obras. La de mayor éxito fue El conventillo de la paloma, de Alberto Vacarezza, a quien Luisito no tardó en conocer y con quien hizo una gira de un año estrenando obras como Sunchales. Al regreso de la gira, se incorporó  a la compañía del "cabezón" Ramírez y volvió a recorrer el interior. De vuelta en Buenos Aires, trabajó en el Teatro Buenos Aires y una noche lo vio actuar nada menos que Elías Alippi, este se entusiasmó y lo calificó de "gran actor".
En los años 1930 entró en la compañía teatral de Enrique Muiño y Alippi, donde conoció a su primera esposa, la actriz Chela Cordero. Allí estrenan la obra ¿Te acordás hermano que tiempos aquellos?, en el que hizo el papel de fondero. Después trabajo en Los tres berretines. Debutó en el cine en 1933 actuando en la primera película sonora argentina ¡Tango! (dirigida por Luis José Moglia Barth) en la cual trabajaban, un grande del teatro de revistas como Pepe Arias y las estrellas del tango Libertad Lamarque, Azucena Maizani y Tita Merello, con quien tuvo un romance cuando filmaron la película Juan Tenorio. También se lució en la radio, donde hizo Felipe, que fue el prototipo del porteño bonachón, creación de Miguel Coronatto Paz, que tuvo tanto éxito que años más tarde fue llevado a la televisión en Canal 13, donde compartió pantalla con otros grandes cómicos como Tato Bores, Alberto Olmedo, Pepe Biondi, José Marrone, Carlos Balá, Dringue Farías y Juan Carlos Altavista, entre otros.
En el teatro hizo Cuando los duendes cazan perdices, luego llevada al cine, y, detrás de bastidores, quedó asombrado por la belleza de la joven actriz Malvina Pastorino con la cual se casó y tuvo a su hija la también actriz Sandra Sandrini. Este éxito rotundo hizo que se convirtiera en la figura popular más representativa de la época de oro del cine argentino; que luego se afianzó con la película que inauguró la «serie de hoteles alojamiento de los años sesenta», que fue La cigarra no es un bicho, de Daniel Tinayre.
Sus últimas apariciones fueron en películas familiares costumbristas de Enrique Carreras. Falleció cuando rodaba la película ¡Qué linda es mi familia!, de Palito Ortega, donde trabajó junto a otra grande del espectáculo, Niní Marshall.

## Luis Sandrini en la cultura
Algunas expresiones de sus personajes se han vuelto famosas, como aquella de su filme Cuando los duendes cazan perdices: «¡La vieja ve los colores!».
El programa de televisión Peter Capusotto y sus videos cuenta con un personaje interpretado por Diego Capusotto llamado Bombita Rodríguez, que se cree está inspirado en el profesor Tirabombas o en el profesor Hippie, ambos de Sandrini.
El escritor peruano Mario Vargas Llosa, Premio Nobel de Literatura en 2010, rememora a Sandrini en un pasaje de su novela ¿Quién mató a Palomino Molero?: «Lituma y el teniente habían estado en el cine, viendo una película argentina de Luis Sandrini, que hizo reír mucho a la gente, pero no a ellos».
El comediante mexicano Roberto Gómez Bolaños, Chespirito, en sus memorias, dice de Sandrini: "Se trata de un argentino que debería tener residencia oficial en el Olimpo de los comediantes: el señor don Luis Sandrini, un actor en toda la extensión de la palabra, que lo mismo nos arranca carcajadas que lágrimas. Había sido mi ídolo desde la infancia y lo siguió siendo siempre".
Entre los premios y reconocimientos que obtuvo se cuentan el Premio de la Academia de Artes y Ciencias Cinematográficas de la Argentina al mejor actor en 1950 por La culpa la tuvo el otro y una mención especial en 1949 «por su brillante actuación en el cine argentino», el Premio Cóndor de Plata al mejor actor cómico en 1950 por Don Juan Tenorio y Juan Globo, el Cóndor de Plata al mejor actor en 1954 por La casa grande y en 1972 por La valija, y el Premio Konex de Honor 1981, este último póstumo.

## Fallecimiento
El 18 de noviembre de 1971 falleció su madre Rosa Lagomarsino a los 87 años. En agosto de ese mismo año también perdió a su "madre del cine", la señora actriz María Esther Buschiazzo.
El 18 de junio de 1980, Sandrini terminaba de rodar la película ¡Qué linda es mi familia!, su estado aparentemente era normal. El jueves 19 de junio a las 19.45 el popular actor se encontraba sentado charlando, en Aráoz 832, cuando de pronto sus acompañantes se dieron cuenta de que se le comenzaba a torcer la boca al intentar hablar. En un primer momento creyeron que era una de las tantas bromas de don Luis, pero poco después tomaron noción de la dimensión del drama, un ataque de parálisis se adueñaba cada vez más de su cuerpo. Inmediatamente lo trasladaron en camioneta al Sanatorio Güemes. Allí le hicieron una tomografía de urgencia que reveló un cuadro de "descerebramiento". El problema se había suscitado debido a que un coágulo sanguíneo de gran tamaño, no solo le provocó una hemiplejía del costado izquierdo, sino que además lo dejó prácticamente descerebrado. Lo intervinieron quirúrgicamente realizándole una craneotomía para aliviar la hemorragia y extraerle los coágulos que se habían situado en la zona crítica. Le extrajeron un coágulo del tamaño de una naranja, alojado en el hemisferio derecho del cerebro. La misma zona donde Luis había sufrido  tres años antes un derrame similar. Posteriormente le practicaron una traqueotomía debido a la grandes complicaciones respiratorias que presentaba. Luego de permanecer varios días en un coma de grado 3 falleció el 5 de julio de 1980 a los 75 años de edad. Lo despidieron grandes famosos y amigos como Mirtha Legrand, Irma Córdoba, Jorge Porcel, Hugo del Carril, Cristina del Valle, Niní Marshall, Palito Ortega, Elcira Olivera Garcés, Abel Santa Cruz, Constanza Maral, Pepe Parada, Beba Bidart, Jovita Luna, el entonces presidente el general Roberto Viola, entre otros.

## Matrimonio con Chela Cordero
En 1931 inició una gran amistad con la actriz Chela Cordero, quien lo había introducido en la actuación incorporándolo, cuando él era un desconocido, en la compañía Muiño-Alippi, aportando, incluso, su sueldo por un año para que él cobrara a fin de mes. Un año después de conocerla se casaron. En 1943 se divorcia de Cordero, luego de un hecho repetido en la vida de Luis Sandrini, ya que ese año Chela tuvo que viajar a Uruguay por un par de días, cuando regresó se enteró de que Sandrini, durante su ausencia, había conocido a Tita Merello en una fiesta, y que, ese mismo día, entablaron una "cordial" relación. Para ese tiempo Cordero estaba en la ruina y no tenía ni para pagar el alquiler. Sandrini, en ese momento, no recordó la ayuda recibida. Por suerte, la socorrió su amiga la entonces actriz Eva Duarte, a quien Chela había apoyado en sus comienzos. Por su intermedio logró, después, una jubilación con retroactividad. Luego viajó a México. Allí se encontró con una amiga, una actriz argentina que estaba de novia con el edecán del presidente Miguel Alemán Valdés a quién le contó lo que le sucedía y ella se puso en contacto con la embajada argentina. Fue precisamente el embajador quien logró que Luis le pasara una pensión semanal a Chela. Durante los meses que estuvo en México el presidente Alemán Valdés le cedió un auto, con el que recorrió todo el país y parte de los Estados Unidos. Alemán Valdés estaba indignado porque Sandrini había presentado a Merello como su esposa. Chela lo volvió a ver recién el 6 de noviembre de 1977 en Buenos Aires, cuando la municipalidad hizo entregas de diplomas por el "Aporte a la primera época sonora del cine", entregados a ellos dos, entre otras figuras.

## Relación con Tita Merello
Con Merello tuvieron un largo romance que duró unos casi diez años desde 1943 hasta 1952. Juntos fueron los padrinos del hijo de Enrique Santos Discépolo. 
En 1948 Tita había sido convocada para protagonizar uno de los grandes papeles de su carrera: Filomena Marturano. Simultáneamente, Luis había sido tentado para protagonizar una película en España junto a una estrella de aquel país: Paquita Rico. 

—Tita, nos vamos a España —le anticipó él pensando que le estaba dando un gran regalo a su mujer. Merello le confesó que estrenaría una obra mayúscula que, si bien había sido escrita por un italiano, parecía hecha a su medida. 
—¿Filomena Marturano? ¿Qué es eso? —le incriminó con desprecio Luis.
—Me quedo, Luis. No puedo desaprovechar esta oportunidad —le dijo entre lágrimas. 
—Si te quedás, no me ves más… —le vaticinó él.

 Y así fue...
Luis partió a España. Y Tita estrenó con un éxito rotundo una obra que la marcaría para siempre. La llamaban la "Anna Magnani argentina", el teatro Politeama estallaba cada noche, con dos funciones diarias. Sin embargo, en la soledad de su casa Tita no podía dejar de llorar.
Mujer frágil, esperanzada en el regreso de su gran amor. Finalmente el teléfono jamás sonó. Luis regresó de España y al poco tiempo comenzó un perdurable matrimonio con la actriz Malvina Pastorino. Formaron una familia, tuvieron dos hijas. Fueron sumamente felices. A Tita, en cambio, jamás se la vinculó formalmente con ningún otro hombre. Comenzó a padecer una soledad patológica que no le impedía seguir siendo una estrella contratada por sumas suculentas, pero que escondía un perfil oculto resquebrajado.
En 1969 volvieron a encontrarse. Fue por casualidad, cuando ambos ingresaban a Canal 13. Quienes lo vieron temblaron, sabiendo que podía darse una situación tensa, ya que no se dirigían la palabra desde que él se unió a Pastorino. Sin embargo, se escuchó la voz de ella que decía:

—Hay recuerdos que duelen.
La respuesta fue: 
—La vida es así.

## Matrimonio con Malvina Pastorino
A Malvina Pastorino la conoció en 1949. En ese momento Pastorino era la eterna reemplazante de actrices que tenían un contratiempo de último momento. Una noche Sandrini necesitó una reemplazante para uno de los papeles de Cuando los duendes cazan perdices. Alguien le había hablado de "esa actriz bastante buena, pero un poco pesada" que incursionaba en las tablas del Teatro Smart. Tras conocerla la relación no fue nada buena: 

—¿Por qué no quiere trabajar con nosotros señorita...? 
—Pastorino. Malvina Pastorino. Y no quiero trabajar con ustedes porque... (insultos)
 Malvina lanzó esas palabras con todas sus furiosas ganas. Luis no se quedó atrás y dijo también algunas de las suyas. Pero Luis, que no pierde el humor aún en medio del fragor de la más violenta batalla dijo de pronto:
 —¡Traigan el árnica! ¡Esta señorita... Pastorino usa las palabras en vez de puños para golpear!...Y traigan a Gatica también para que la señorita le dé unas lecciones.

 A Pastorino le causó mucha gracia el humor de Sandrini e hicieron las paces. En 1950 hicieron una gira en Montevideo, donde entablaron una relación más sólida que duró dos años, después de eso se casaron.
Casada por varias décadas con Malvina Pastorino tuvo dos hijas: Malvita y Sandra Sandrini.
Malvita, se comprometió con Miguel Ianolfi en los primeros días de noviembre de 1972. Poco más de un año después, el 17 de diciembre de 1973, contrajo matrimonio por civil, para hacerlo por Iglesia el día 20 de ese mes. A la fiesta de Malvita celebrada poco después de la ceremonia en una residencia del barrio de Belgrano, asistieron muchas figuras del ambiente artístico, entre las que se contaban Enrique Carreras y Mercedes Carreras, Irma Roy, Ángel Magaña, Mirtha Legrand, Jorge Barreiro, Julia Sandoval, José Marrone, Abel Santa Cruz y María Aurelia Bisutti, entre otros.
Sandra, la hija menor del matrimonio Sandrini-Pastorino, se casó a los 18 años, el 14 de mayo de 1976, en el Registro Civil de Martínez con Omar Eudoro Quiroga, su novio desde los 12 años, de quien se separó al año siguiente, luego de darle a Luis su primer nieto. Luego se casa con el actor y director teatral Abel Sáenz Buhr con quien tiene a su hija, Carla.

## Filmografía[7]
- 1933: ¡Tango!
- 1933: Los tres berretines.
- 1933: El hijo de papá.
- 1934: Riachuelo.
- 1936: La muchachada de a bordo.
- 1936: Loco lindo.
- 1936: Don Quijote del altillo.
- 1937: El cañonero de Giles.
- 1937: ¡Segundos afuera! (película)
- 1937: La casa de Quirós.
- 1937: Melodías porteñas.
- 1938: El canillita y la dama.
- 1939: Bartolo tenía una flauta.
- 1939: Palabra de honor.
- 1940: Un bebé de contrabando.
- 1940: Chingolo.
- 1941: El más infeliz del pueblo.
- 1941: Peluquería de señoras.
- 1942: Secuestro sensacional!!!.
- 1942: La casa de los millones.
- 1942: Amor último modelo.
- 1943: Capitán Veneno.
- 1943: La suerte llama tres veces.
- 1944: Los dos rivales.
- 1944: La danza de la fortuna.
- 1946: El diablo andaba en los choclos.
- 1946: El diamante del Maharaja (Chile).
- 1946: La vida íntima de Marco Antonio y Cleopatra (México).
- 1947: El ladrón (México).
- 1948: Yo soy tu padre (México).
- 1949: El Embajador (México).
- 1949: El baño de Afrodita (Una cana al aire) (México).
- 1949: Don Juan Tenorio.
- 1949: Juan Globo.
- 1950: ¡Olé torero! (España).
- 1950: El seductor.
- 1950: La culpa la tuvo el otro.
- 1951: Me casé con una estrella.
- 1952: Payaso.
- 1953: La casa grande.
- 1953: A la buena de Dios o El seductor de Granada (España).
- 1953: Maldición gitana (España).
- 1955: Cuando los duendes cazan perdices.
- 1955: El barro humano.
- 1956: El hombre virgen.
- 1957: Fantoche.
- 1958: El hombre que hizo el milagro.
- 1959: Mi esqueleto.
- 1960: Un tipo de sangre.
- 1960: Chafalonías.
- 1963: La cigarra no es un bicho.
- 1964: Placeres conyugales.
- 1964: El castillo de los monstruos
- 1965: Bicho raro.
- 1965: Viaje de una noche de verano.
- 1966: Pimienta.
- 1967: Al diablo con este cura.
- 1967: Cuando los hombres hablan de mujeres.
- 1968: En mi casa mando yo.
- 1969: El profesor hippie.
- 1969: Kuma Ching.
- 1970: Pimienta y pimentón.
- 1970: La Guita (episodio "la jubilación")
- 1970: Un elefante color ilusión
- 1970: El profesor patagónico.
- 1971: La valija.
- 1971: Pájaro loco.
- 1972: Mi amigo Luis.
- 1972: El profesor tirabombas.
- 1973: Hoy le toca a mi mujer.
- 1974: Yo tengo fe.
- 1976: Los chicos crecen.
- 1976: El canto cuenta su historia.
- 1977: Así es la vida.
- 1977: El casamiento de Laucha.
- 1978: La fiesta de todos.
- 1979: Vivir con alegría.
- 1980: El diablo metió la pata.
- 1980: Frutilla.
- 1980: ¡Qué linda es mi familia!

## Televisión
- 1963: Felipe, programa cómico con libro de M. C. Paz y emitido por Canal 13 a las 21.30 hs.
- 1966: "Luis Sandrini presenta" (diferentes obras: ej. "Amorina" con Tita Merello. Dirección: Pedro Pablo Bilán). Canal 13. Presentador.